# 模式辐瓜参
模式辐瓜参（学名：Actinocucumis typicus）为瓜参科辐瓜参属的动物。分布于马尔代夫、斯里兰卡、孟加拉湾、菲律宾群岛以及中国大陆的浙江、福建、广东、广西、海南等地，常见于潮间带岩石底以及水深30-50m。该物种的模式产地在澳大利亚博恩。